# Liste der Baudenkmale in Waihi
Die Liste der Baudenkmale in Waihi umfasst alle vom New Zealand Historic Places Trust (NZHPT) als „Historic Place“ oder „Historic Area“ eingestuften Baudenkmale und Flächendenkmale der neuseeländischen Ortschaft Waihi. Die Angaben stammen aus dem Register des NZHPT. Die Bezeichnungen der Baudenkmale orientieren sich an diesem Register. In die Liste werden auch bekannte Wahi Tapu (Area), kulturell und religiös bedeutsame Stätten und Gebiete der Māori, aufgenommen. Sie werden jedoch meist nicht publiziert.

| Bild                                                         | Bezeichnung                                                  | Ort   | Anschrift                                   | Beschreibung                                   | Bauzeit                  | Eintrag           | Nummer | Kat. |
| ------------------------------------------------------------ | ------------------------------------------------------------ | ----- | ------------------------------------------- | ---------------------------------------------- | ------------------------ | ----------------- | ------ | ---- |
| weitere Bilder                                               | Martha Mine No 5 Pumphouse                                   | Waihi | Seddon Street, Martha Hill Karte            | ehemaliges Pumpenhaus eines Goldtagebaues      | 1904                     | 24. November 1983 | 0134   | 1    |
| BW                                                           | Waihi Gold Mining Company Cyanide Tanks                      | Waihi | Union Hill, Barry Road Karte                | Lagerbehälter eines Goldtagebaues für Zyanid   | 1905                     | 15. Februar 1990  | 0135   | 1    |
| Waihi Courthouse                                             | Waihi Courthouse                                             | Waihi | 61 Kenny Street Karte                       | Gerichtsgebäude                                | 1901                     | 13. Dezember 1990 | 4685   | 1    |
| St John's Church (Anglican)                                  | St John's Church (Anglican)                                  | Waihi | Ecke Gilmore Street und Seddon Street Karte | Anglikanische Kirche                           |                          | 7. April 1983     | 0731   | 2    |
| Church (Presbyterian)                                        | Church (Presbyterian)                                        | Waihi | Moresby Avenue Karte                        | Presbyterianische Kirche                       |                          | 7. April 1983     | 0732   | 2    |
| Rob Roy Hotel                                                | Rob Roy Hotel                                                | Waihi | Seddon Street Karte                         | Hotel                                          | 1896                     | 7. April 1983     | 0733   | 2    |
| BW                                                           | Miners Cafe                                                  | Waihi | Seddon Street Karte                         | Laden                                          |                          | 7. April 1983     | 2688   | 2    |
| Martha's Kitchen                                             | Martha's Kitchen                                             | Waihi | 14 Hazard Street Karte                      | Laden/Café                                     |                          | 19. März 1986     | 4660   | 2    |
| Technical School and Portable Extensible Classrooms (Former) | Technical School and Portable Extensible Classrooms (Former) | Waihi | 54 Kenny Street Karte                       | Hörsäle einer Technischen Schule, heute Museum |                          | 19. März 1986     | 4661   | 2    |
| Waihi Hospital                                               | Waihi Hospital                                               | Waihi | Toomey Street Karte                         | Krankenhaus                                    |                          | 19. März 1986     | 4663   | 2    |
| weitere Bilder                                               | Waihi Railway Station                                        | Waihi | Maddocks Street Karte                       | Bahnhof                                        |                          | 19. März 1986     | 4664   | 2    |
| BW                                                           | Waihi Railway Station Sheds WW570 and WW390                  | Waihi | Maddocks Street Karte                       | Schuppen auf dem Eisenbahngelände              |                          | 19. März 1986     | 4665   | 2    |
| weitere Bilder                                               | Waihi Railway Station Historic Area                          | Waihi | Maddocks Street Karte                       | Bahnhofsgelände                                |                          | 6. September 1996 | 7329   | HA   |
| BW                                                           | Waihi Gold Dredging Plant and Tramway                        | Waihi | Lawrence Road Karte                         | Reste des Goldabbaus und einer Feldbahn        | Ende 19./Anfang 20. Jhd. | 30. Juni 2006     | 7670   | HA   |